# ビブリオバクチン
ビブリオバクチン（Vibriobactin）とはカテコール型シデロホアの一種の有機化合物である。Vibrio choleraeから最初に単離された。

## 生合成経路
ビブリオバクチンは3個の2,3-ジヒドロキシ安息香酸（DHB）と2個のトレオニン（Thr）、1個のノルスペルミジン（NSPD)から構成される。まず、一群の酵素VibA、VibB、およびVibCによってコリスミ酸からDHBが合成される。次に、VibE、VibBおよびVibHによってDHBはNSPDと結合させられ、DHB-NSPDが作られる。これとは別にDHBは、VibE、VibB、およびVibFによりThrとの縮合と環化を受け、VibFと連結した複素環分子DHB-Thr-VibFを形成する。最後にVibFによってDHB-NSPDとDHB-Thr-VibFが組み合わさり、ビブリオバクチンが形成される。